# Mars Express (película)
Mars Express es una película francesa de ciencia ficción neo-noir animada de 2023 dirigida por Jérémie Périn.

## Sinopsis
Ambientada en el siglo XXIII en Marte, la trama sigue la investigación sobre un caso de asesinato llevada a cabo por la pareja formada por la investigadora privada Aline Ruby y su compañero androide Carlos Rivera.

## Reparto de voces
- Léa Drucker como Aline Ruby
- Mathieu Amalric como Chris Royjacker
- Daniel Njo Lobé como Carlos Rivera
- Marie Bouvet como Roberta Williams

## Recepción
Rafael Motamayor de /Film calificó la película con 8 puntos sobre 10 y escribió que "funciona porque incluso su concepto de ciencia ficción más extravagante y complejo se basa en el drama humano".